# Benoît Blary
Pour les articles homonymes, voir Blary.
Benoît Blary est un dessinateur de bande dessinée et illustrateur français. Il emploie régulièrement l'aquarelle.

## Biographie
Né en 1981, Benoît Blary étudie à l'Institut Saint-Luc de Bruxelles puis travaille après ses études dans l'illustration et le storyboard. À la fin des années 2000, il rejoint l'Atelier 510 TTC de Jean-David Morvan, ce qui lui permet de se consacrer plus à la bande dessinée tout en conservant son style graphique à base d'aquarelle. Son premier album, 20 ans de guerre, un récit historique écrit par Hervé Loiselet, est publié dans la collection « Signé » du Lombard, habituellement destinée à des auteurs confirmés.
En 2013, avec Sigurd & Vigdis, l'artiste collabore de nouveau avec Hervé Loiselet pour illustrer à l'aquarelle et au crayon une histoire de « vengeance chez les Vikings ». Le travail de Blary reçoit un accueil favorable sur BD Gest.
En 2017 paraît Octobre 17 (Delcourt), avec Patrick Rotman au scénario, dont Blary assure le dessin. L'album « évoque les six mois qui ont précédé la prise du pouvoir par les bolcheviks », sous l'impulsion de Lénine et Léon Trotski. Le style réaliste du dessinateur est décrit comme un « délicat dessin aquarellé » par Le Figaro. Historia signale la qualité narrative et esthétique de l'ouvrage. Cette même année a lieu la publication de Legio nostra, d'après un scénario d'Hervé Loiselet, bande dessinée historique portant sur la Légion étrangère, encore à l'aquarelle. Toujours en 2017 paraît Dans les coulisses du champagne, bande dessinée documentaire sur la fabrication de cette boisson d'après un scénario de Maxe L'Hermenier.
En avril 2018 paraît Le Bruit de la machine à écrire (Steinkis), sur un scénario d'Hervé Loiselet, que Blary dessine et met en couleurs. La narration, qui a pour cadre Cluny et Châlon (Isère), propose une enquête sur Christa Winsloe, sculptrice et écrivaine, ainsi que sa compagne Simone Gentet, accusées d’espionnage au profit de la Gestapo, arrêtées par les FFI, condamnées et abattues le 10 juin 1944 : il s'agit d'un « polar procédural », étayé par des documents historiques ; pour cet album, le dessinateur emploie un « trait fin recelant une certaine fragilité » correspondant au récit, selon BD Gest.

## Œuvre
Sauf précision, Blary est le dessinateur et son collaborateur ou sa collaboratrice le ou la scénariste.
- 20 Ans de guerre, avec Hervé Loiselet, Le Lombard, coll. « Signé », 2010  (ISBN 978-2-803-62738-7)[11].
- Virginia, avec Séverine Gauthier, Casterman :

1. Morphée, 2013  (ISBN 978-2-203-04780-8).
2. Delirium Tremens, 2014  (ISBN 978-2-203-06369-3).
3. Providence, 2015  (ISBN 978-2-203-07397-5).

- Sigurd et Vigdis, avec Hervé Loiselet, Le Lombard :

1. L'Ordre, 2013  (ISBN 978-2-803-63227-5).
2. Le Kourgane, 2013  (ISBN 978-2-803-63323-4).

- Abélard dans sa tour d'ivoire, Book on Demande Editions, 2015  (ISBN 978-2-322-01756-0).
- Legio nostra : La Légion étrangère hier et aujourd'hui, avec Hervé Loiselet, Le Lombard, 2017  (ISBN 978-2-803-63665-5)[11].
- Octobre 17, avec Patrick Rotman, Delcourt, 2017  (ISBN 978-2-756-09611-7)[12].
- Dans les coulisses du Champagne, avec L'Hermantier, 2017  (ISBN 978-2-822-22179-5).
- Le Bruit de la machine à écrire, avec Hervé Loiselet, Steinkis, 2018  (ISBN 978-2-368-46126-6).
- Cutshin Creek, avec Séverine Gauthier, Passés/Composés, coll. « biopic », 2021  (ISBN 978-2-379-33579-2).